# Mirandavarningen

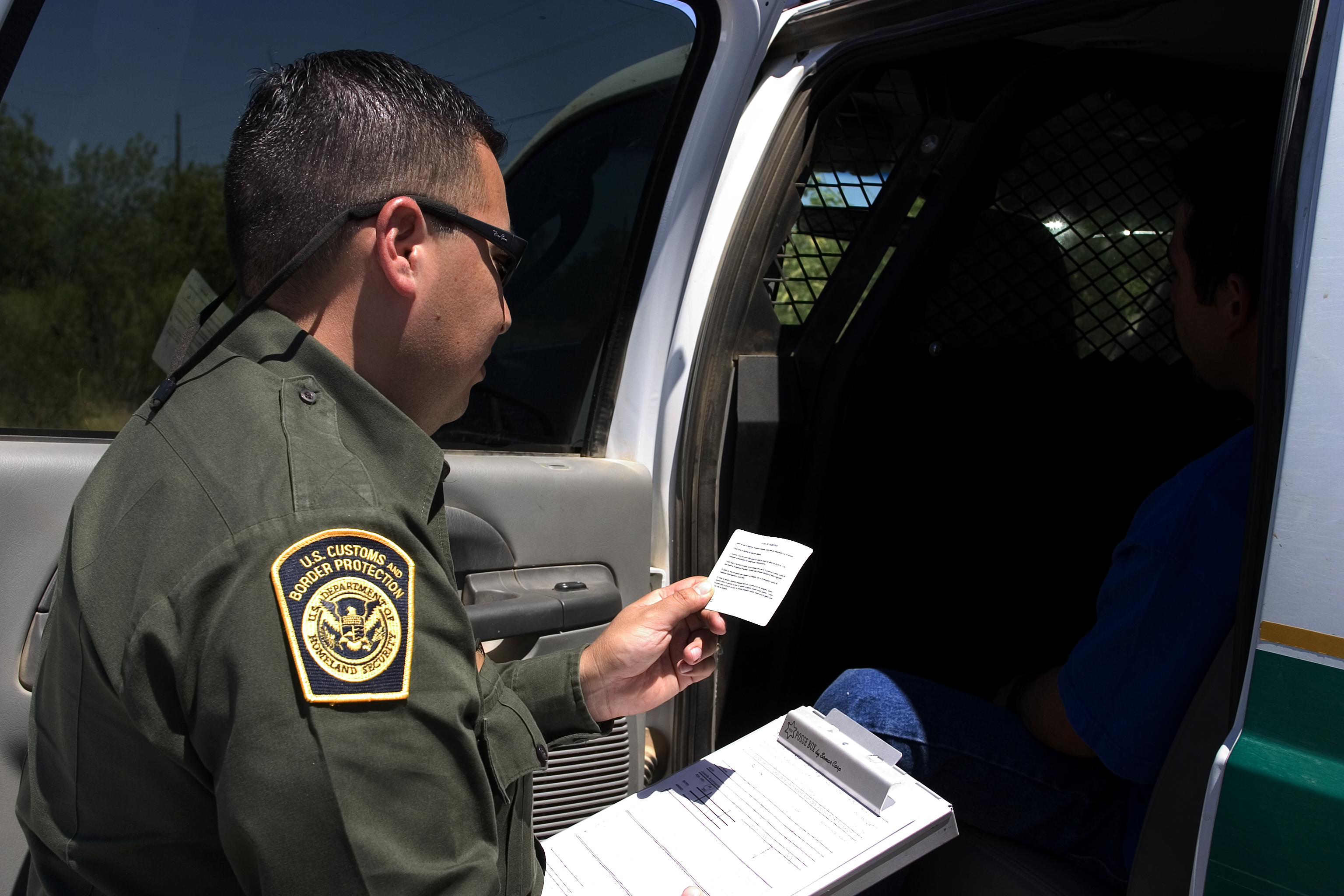
En polis från U.S. Border Patrol läser från ett kort upp Mirandavarningen för en gripen person.

Miranda, Mirandavarning, är i amerikansk rätt en skyldighet för polisen i USA att påminna en anhållen person om rätten till tystnad och anledningen till att det kan påverka rättsprocessens utfall samt att upplysa den anhållna personen om rätten till juridiskt ombud oavsett den anhållnes betalningsförmåga.  

## Bakgrund

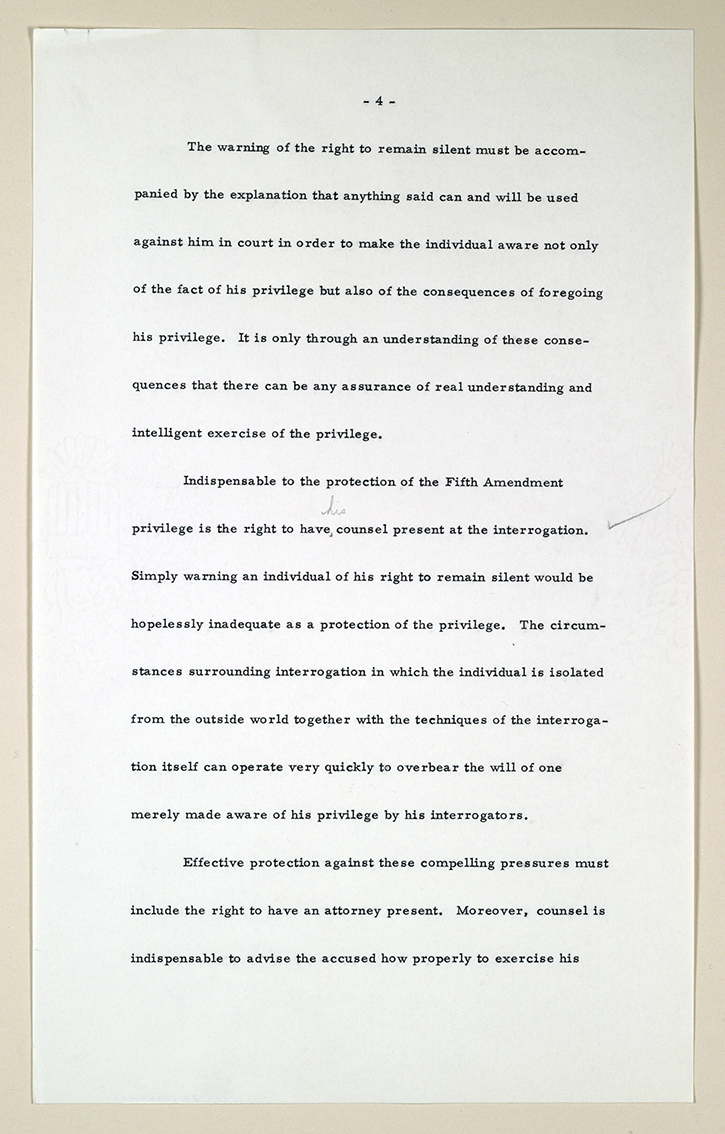
Del av manuskript av USA:s chefsdomare Earl Warren om vad en Mirandavarning bör innehålla.

Denna skyldighet härrör från ett rättsfall som avgjordes av USA:s högsta domstol år 1966, Miranda v. Arizona, där åklagarsidan mot Ernesto Miranda lade fram endast hans erkännande vid gripandet som bevis för hans skuld. Domstolen upphävde en tidigare fällande dom på grund av att Miranda hade provocerats att erkänna eftersom han inte kände till sina rättigheter. I en efterföljande rättegång dömdes Miranda med hjälp av vittnesmål och annan bevisning till elva års fängelse för kidnappning och våldtäkt.
Rätten till tystnad, dvs att någon inte kan tvingas att vittna mot sig själv i brottmål, framkommer i det femte tillägget till USA:s konstitution. Huvudargumentet varför en Mirandavarning måste ges är att myndigheterna inte ska uppmuntra någon att i okunskap avsäga sig grundlagsenliga rättigheter utan att personen givits grundläggande kännedom om vad det kan innebära till den personens nackdel.

### Varningen
Mirandavarningen lyder vanligen så här, men det finns olika instruktioner för ordföljd eller meningsbyggnad i olika delstater:
| ” | You have the right to remain silent. Anything you say can and will be used against you in a court of law. You have the right to speak to an attorney and to have an attorney present during questioning. If you cannot afford an attorney one will be provided for you at government expense. | „ |

Ungefärlig översättning:
| ” | Du har rättigheten att förbli tyst. Allt du säger kan och kommer att användas mot dig i en domstol. Du har rättigheten att få tala med juridiskt ombud samt att densamma närvarar vid förhör. Om du inte har råd med juridiskt ombud kommer en att tillhandahållas dig på statsmaktens bekostnad. | „ |

## Utanför USA

### Europeiska unionen
En europeisk variant av Mirandavarningen har föreslagits av Europeiska kommissionen. I slutet av 2011 och början av 2012 godkände Europaparlamentet och Europeiska unionens råd ett direktiv som innebär harmonisering och garanti av rättighetsinformation för brottsmisstänkta inom Europeiska unionen. Direktivet om rätten till information vid straffrättsliga förfaranden ska vara implementerat av alla medlemsstater senast den 2 juni 2014.